# Pustovarivka, Skvîra
Pustovarivka (în ucraineană Пустоварівка) este o comună în raionul Skvîra, regiunea Kiev, Ucraina, formată numai din satul de reședință.

## Demografie
Componența lingvistică a comunei Pustovarivka
     Ucraineană (97,77%)
     Rusă (1,88%)
     Alte limbi (0,36%)
Conform recensământului din 2001, majoritatea populației comunei Pustovarivka era vorbitoare de ucraineană (97,77%), existând în minoritate și vorbitori de rusă (1,88%).

## Legături externe
- pl Pustowarówka, wieś nad rzeką Skwirą i nad bezimienną rzeką płynącą od wsi Tchorówki în Dicționarul geografic al Regatului Poloniei și al altor țări slave, volum IX (Poźajście — Ruksze) 1888